# 印尼中华伊斯兰教联合会
印尼中华伊斯兰教联合会（简写PITI），是印度尼西亚的一个伊斯兰教非政治的传教组织。该组织致力于维护穆斯林尊严、提升穆斯林形象，并促进华裔穆斯林教徒和其他宗教的凝聚力。

## 历史
印尼中华伊斯兰教联合会是由叶阿雄（Abdusomad Yap A Siong）领导的中华伊斯兰教协会（Persatuan Islam Tionghoa）与许元真（Kho Goan Tjin）领导的中华穆斯林协会（Persatuan Muslim Tionghoa）于1961年4月14日在雅加达组建而成的，首任主席为黄清兴。该组织成立的目的是要把印尼所有的穆斯林华人统一于一个能够容纳他们的机构里并在印尼民族团结的过程中扮演一个更大的角色。
1965年九三〇事件爆发后，当局为促进和辅导国民团结统一而禁止、限制了那些被认为有阻碍同化和游离性标识，如外来语、语言和文化，特别是与华人有关的事物（除官办的版面一半为中文的《印度尼西亚日报》外），以中文书写的穆斯林华人组织名字也被禁用。在1972年12月15日，印尼中华伊斯兰教联合会改名为伊斯兰唯一信仰促进协会（Pembina Iman Tauhid Islam），缩写仍为PITI。在1999年印尼政府解除华人结社的禁令后的2000年5月，该组织将组织名恢复原名。2002年，该组织协助修建了首座以“郑和”名字命名的清真寺——泗水郑和清真寺。